# Martes flavigula henrici
Martes flavigula henrici es una subespecie de  mamíferos carnívoros  de la familia Mustelidae,  subfamilia Mustelinae.

## Distribución geográfica
Se encuentra en Sumatra.